# Disturbios en Chaozhou de 2011
Los disturbios en Chaozhou de 2011 comenzaron la noche del Festival del bote del Dragón el 6 de junio de 2011 en Chaozhou, Guangdong, República Popular de China.

## Antecedentes
El 1 de junio tuvo lugar una disputa salarial en la Fábrica de Cerámica Huayi (华意陶瓷厂) en Chao'an. Una pareja de trabajadores migrantes de Sichuan y su hijo de apellido Xiong (熊), del condado de Zhongjiang, Sichuan, fue a la fábrica a exigir salarios impagos de unos 2000 yuanes.
El padre discutió con el jefe de la fábrica y se lastimó la frente. Su hijo Xiong, de 19 años, sufrió cortes en pies y manos tras ser agredido por dos empleados de la fábrica.
El jefe de la fábrica de apellido Su (苏), se rindió el sábado y confesó el crimen. Debía a 61 trabajadores 800 000 yuanes en salarios impagos. Los otros dos sospechosos que llevaron a cabo el ataque también fueron detenidos por la policía.

## Eventos
Para el 2 de junio, más habitantes de Sichuan de áreas cercanas comenzaron a reunirse para una manifestación.
El 6 de junio se llevó a cabo una protesta en Guxiang en la que participaron 200 trabajadores migrantes alrededor de las 10 de la noche. Esto se convirtió en un disturbio con 18 personas heridas y 9 detenidas. Un vehículo fue incendiado, 3 coches fueron destruidos y 15 coches resultaron dañados durante el enfrentamiento.
La tensión entre Chaozhou y el pueblo de Sichuan se intensificó hasta el punto en que la situación había sido descrita como "Batalla de Chaozhou". Diferentes grupos comunitarios salieron a protegerse. Se temía que los ciudadanos de Sichuan atacasen las gasolineras en Chaozhou. Y temores en la gente de Chaozhou en Sichuan de ser atacada.